# Blaesodactylus boivini
Blaesodactylus boivini là một loài thằn lằn trong họ Gekkonidae. Loài này được Duméril mô tả khoa học đầu tiên năm 1856.